# Hieracium gredense
Hieracium gredense es una especie de planta con flor del género Hieracium, de la familia Asteraceae, orden Asterales.

## Distribución
Hieracium gredense se distribuye por España.

## Taxonomía
Fue descrita científicamente por Rouy.
Tratamiento taxonómico
La especie aparece registrada y publicada en Illustr. Pl. Eur. T.